# فولمر (باكينجهامشير)
فولمر (بالإنجليزية: Fulmer)‏ هي قرية و أبرشية مدنية تقع في المملكة المتحدة في إنجلترا. يقدر عدد سكانها بـ 485 نسمة ومساحتها 5.58 كم2 .

## أعلام
- مايكل يورك
- جون سالستون
- أنتوني جون كروس
- مايك غيبون